# Baba Mondi
Edmond Brahimaj, detto Baba Mondi (Valona, 19 gennaio 1959), è un religioso albanese, ottavo Dedebaba (o Kryegjysh in albanese) dell'Ordine Bektashi.
Ad oggi è il leader mondiale dell'Ordine Islamico dei Bektashi.

## Biografia
Edmond Brahimaj è nato nel villaggio di Brataj, nel comune di Valona in Albania, da una famiglia di musulmani Bektashi. Ha completato la scuola media a Valona e si è diplomato all'Accademia Militare. Dal 1982 ha servito come ufficiale nelle forze armate albanesi fino al suo congedo nel 1991. Dopo il 2 gennaio 1992, ha studiato al Dedebabalik e il 16 maggio 1996 è diventato un derviscio.
Denominato poi "Baba Mondi", ha seguito un percorso di formazione spirituale sotto la guida di diversi maestri Bektashi, approfondendo i testi sacri e le pratiche del sufismo Bektashi, oltre a sviluppare una comprensione delle tradizioni spirituali globali.
Uno degli aspetti significativi del lavoro di Baba Mondi è il suo impegno per la pace e il dialogo interreligioso. Ha partecipato a numerosi incontri internazionali, conferenze e seminari, promuovendo il rispetto reciproco e la comprensione tra diverse fedi. Sotto la sua guida, la comunità Bektashi ha rafforzato il proprio ruolo come ponte tra culture e religioni, specialmente in una regione spesso segnata da tensioni e conflitti etnici e religiosi.

### La Sede Mondiale Bektashi
La sede mondiale dei Bektashi si trova a Tirana, in Albania. Questo luogo serve come centro spirituale e simbolo di identità per i Bektashi di tutto il mondo. Sotto la guida di Baba Mondi, la sede ha visto rinnovamenti e ampliamenti, inclusi programmi educativi e iniziative culturali per preservare e diffondere la tradizione Bektashi.

### Riconoscimenti e Influenza
Baba Mondi è riconosciuto a livello internazionale per il suo ruolo di leader spirituale. Ha ricevuto numerosi premi e riconoscimenti per il suo lavoro nel dialogo interreligioso e nella cooperazione tra diverse comunità.

## Leadership Bektashi
Dopo la morte di Baba Tahir Emini, il dedelik di Tirana nominò Baba Edmond Brahimaj (Baba Mondi), già capo del Turan Tekke di Coriza, a supervisionare la Tekke di Baba Harabati a Tetovo, Macedonia del Nord.
L'11 giugno 2011, Baba Edmond Brahimaj è stato scelto come capo dell'ordine Bektashi da un consiglio di Baba albanesi.
Negli ultimi anni, come leader mondiale dei Bektashi, Sua Eminenza, Baba Mondi, ha lavorato con dedizione per continuare il percorso di Dede Reshat Bardhi, promuovendo la tradizione Bektashi sia a livello nazionale che internazionale.
Durante questo periodo, ha partecipato a numerose attività internazionali in tutto il mondo.
Nei Paesi balcanici, ha incontrato i Presidenti e i Primi Ministri di Turchia, Kosovo, Macedonia del Nord, Grecia, Bulgaria, Bosnia ed Erzegovina, Romania, Ungheria, Croazia e Slovenia.